# Solitude (nouvelle)
Solitude est une nouvelle de Guy de Maupassant, parue en 1884.

## Historique
Solitude est initialement publiée dans Le Gaulois du 31 mars 1884, avant d'être reprise, l'année suivante, dans le recueil Monsieur Parent.

## Résumé
En remontant à pied l'avenue des Champs-Élysées, un vieil ami fait part au narrateur de ses réflexions sur la solitude.
Pour lui, le plus grand tourment de l’homme est la solitude et tout tourne autour de cela. Pour lui « bienheureux les simples d’esprits », car eux ne peuvent comprendre la misère de la solitude.
Pour lui, personne ne comprend personne et personne ne peut comprendre personne. Il s’interroge sur le mystère insondable de la pensée humaine.

## Extrait
Bienheureux les simples d'esprit, dit l'Écriture. Ils ont l'illusion du bonheur. Ils ne sentent pas, ceux-là, notre misère solitaire, ils n'errent pas, comme moi, dans la vie, sans autre contact que celui des coudes, sans autre joie que l'égoïste satisfaction de comprendre, de voir, de deviner et de souffrir sans fin de la connaissance de notre éternel isolement.
Je ne me sens jamais plus seul que lorsque je livre mon cœur à quelque ami, parce que je comprends  mieux alors l'infranchissable obstacle. Il est là, cet homme ; je vois ses yeux clairs sur moi ! Mais son âme, derrière eux, je ne la connais point. Il m’écoute. Que pense-t-il ? Oui, que pense-t-il ? Tu ne comprends pas ce tourment ? Il me hait peut-être ? ou me méprise ? ou se moque de moi ? Il réfléchit à ce que je dis, il me juge, il me raille, il me condamne, m’estime médiocre ou sot. Comment savoir ce qu'il pense ? Comment savoir s'il m'aime comme je l'aime ? et qui s’agite dans cette petite tête ronde ? Quel mystère que la pensée inconnue d'un être, la pensée cachée et libre, que nous ne pouvons ni connaître, ni conduire, ni dominer, ni vaincre !

## Éditions
- 1884 - Solitude, dans Le Gaulois
- 1886 - Solitude, dans le recueil Monsieur Parent
- 1974 - Solitude, dans Maupassant, Contes et Nouvelles, tome I, texte établi et annoté par Louis Forestier, éditions Gallimard, Bibliothèque de la Pléiade.